# توني هاريس (رسام بالرصاص)
توني هاريس (بالإنجليزية: Tony Harris)‏ هو رسام بالرصاص أمريكي، ولد في 1969.

## وصلات خارجية
- الموقع الرسمي